# Texiguat
Texiguat (uit het Nahuatl: "Vrouwen van belang") is een gemeente (gemeentecode 0716) in het departement El Paraíso in Honduras.
In 1702 werd het een zelfstandige gemeente onder de naam San Antonio de Texiguat. Het maakte deel uit van het departement Tegucigalpa tot in 1869 El Paraíso gecreëerd werd. Op 18 december 1878 ging de gemeente terug naar het departement Tegucigalpa, om in 1886 definitief naar El Paraíso over te gaan.
De hoofdplaats ligt aan de rivier Texiguat.

## Bevolking
De bevolking is als volgt verdeeld:
| Vrouwen | 4162 | 47,2% |
| Mannen  | 4655 | 52,8% |

## Dorpen
De gemeente bestaat uit acht dorpen (aldea), waarvan de grootste qua inwoneraantal: Texiguat (code 071601), Asuncion (071602) en San Sebastian (071608).